# Gorgone chlorospila
Gorgone chlorospila là một loài bướm đêm trong họ Noctuidae.